# Tuberaria plantaginea
Tuberaria plantaginea é uma espécie de planta com flor pertencente à família Cistaceae. 
A autoridade científica da espécie é (Willd.) Gallego, tendo sido publicada em Anales Jard. Bot. Madrid 50(2): 269. 1992.

## Portugal
Trata-se de uma espécie presente no território português, nomeadamente em Portugal Continental.
Em termos de naturalidade é nativa da região atrás indicada.

## Protecção
Não se encontra protegida por legislação portuguesa ou da Comunidade Europeia.